# 維羅維蒂察
維羅維蒂察是位於克羅埃西亞東北部斯拉沃尼亞地區的一座城市。2011年人口普查時，有人口22618人 。維羅維蒂察是一座歷史古城，在1234年時就已經獲得帝國自由都市特權。而扎格瑞布在1242年才取得這一特權。